# Сірче
Сірче — ландшафтний заказник місцевого значення. Об'єкт розташований на території Камінь-Каширського району Волинської області, с. Добре, ДП СЛАП «Камінь-Каширськагроліс».
Площа — 194,7 га, статус отриманий у 1992 році.
Охороняється озеро карстового походження Сірче та його прибережно-захисна смуга. Площа озера 104 га, середня глибина - 6 м., максимальна - 13 м. Дно озера піщане, живиться підземними водами та атмосферними опадами. Трапляється багато видів риб: карась, лин, щука,окунь, є багато раків. . Озеро використовується для любительського рибальства та рекреації. Законність передачі озера в оренду була предметом кількох судових позовів. 
Навколо озера зростає вільхово-березовий ліс з домішкою дуба звичайного віком близько 80 років, із підліском із крушини ламкої, ліщини звичайної, у трав'яному покриві ростуть ягідники та лікарські рослини. Частина території заболочена. 
Трапляються рідкісні види рослин, занесені в Червону Книгу України: росичка довголиста, шейхцерія болотна. Фауна заказника представлена видами риб, плазунів, птахів: лебідь-шипун, крижень, чирянка велика, норець великий, кулики, гусеподібні та гагароподібні. У межах заказника трапляються представники фауни, занесені до Червоної книги України: махаон, журавель сірий (на прольотах), змієїд, лелека чорний, підорлик малий, пугач звичайний, сорокопуд сірий та деркач, занесений до Європейського червоного списку.

## Галерея

Панорама північного берега
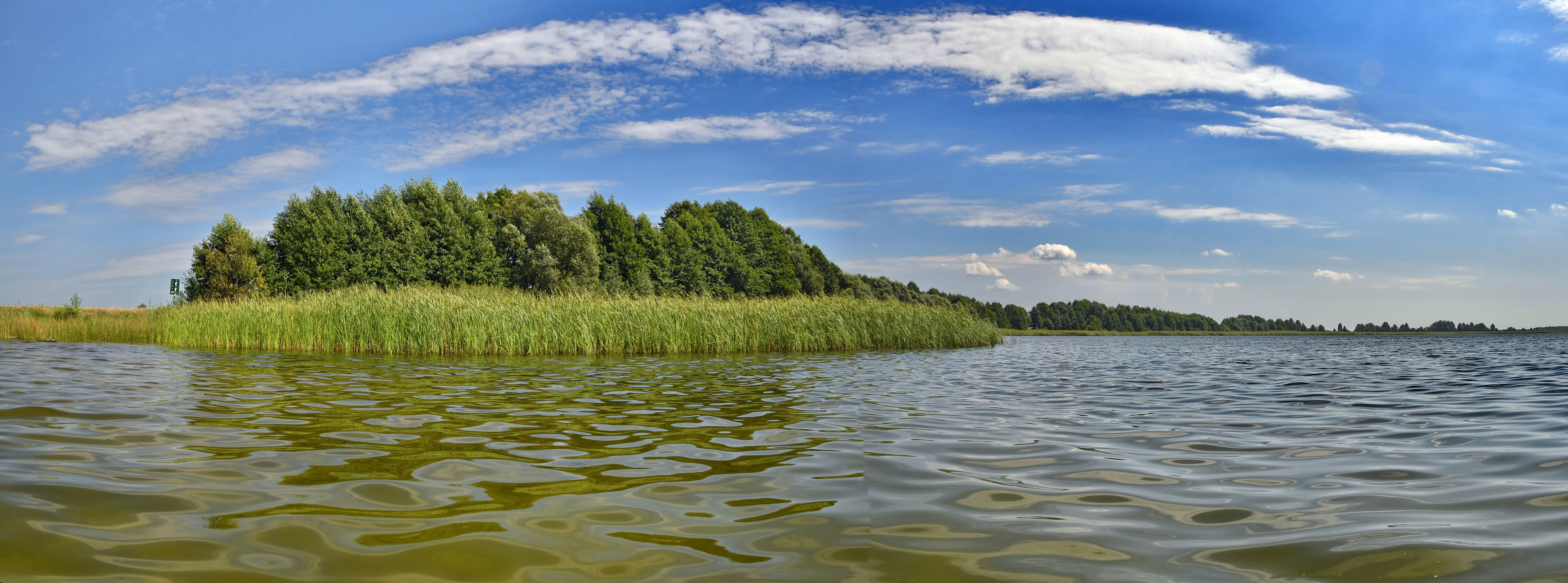
Вигляд з північного берега
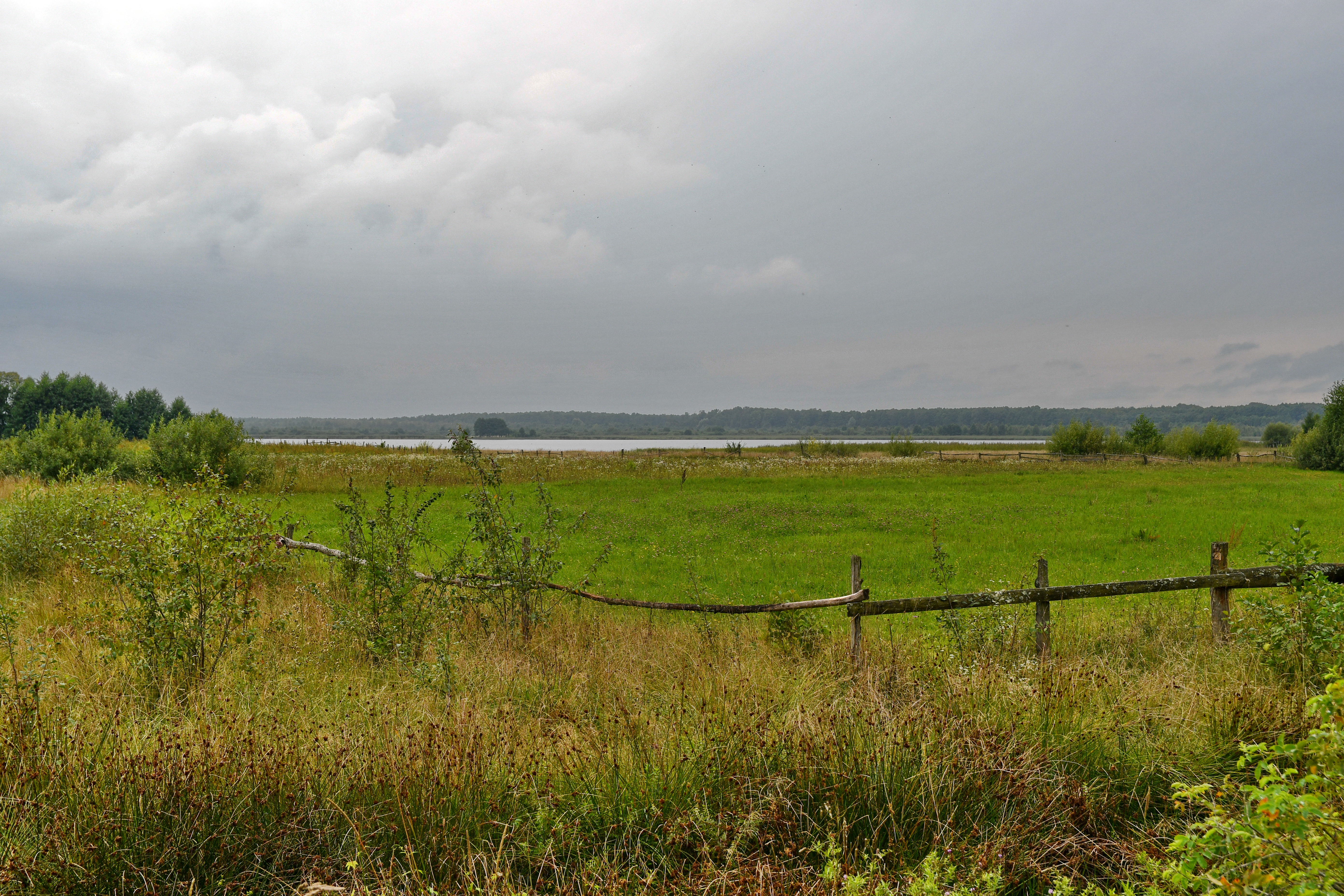
Вигляд з північного берега в дощ
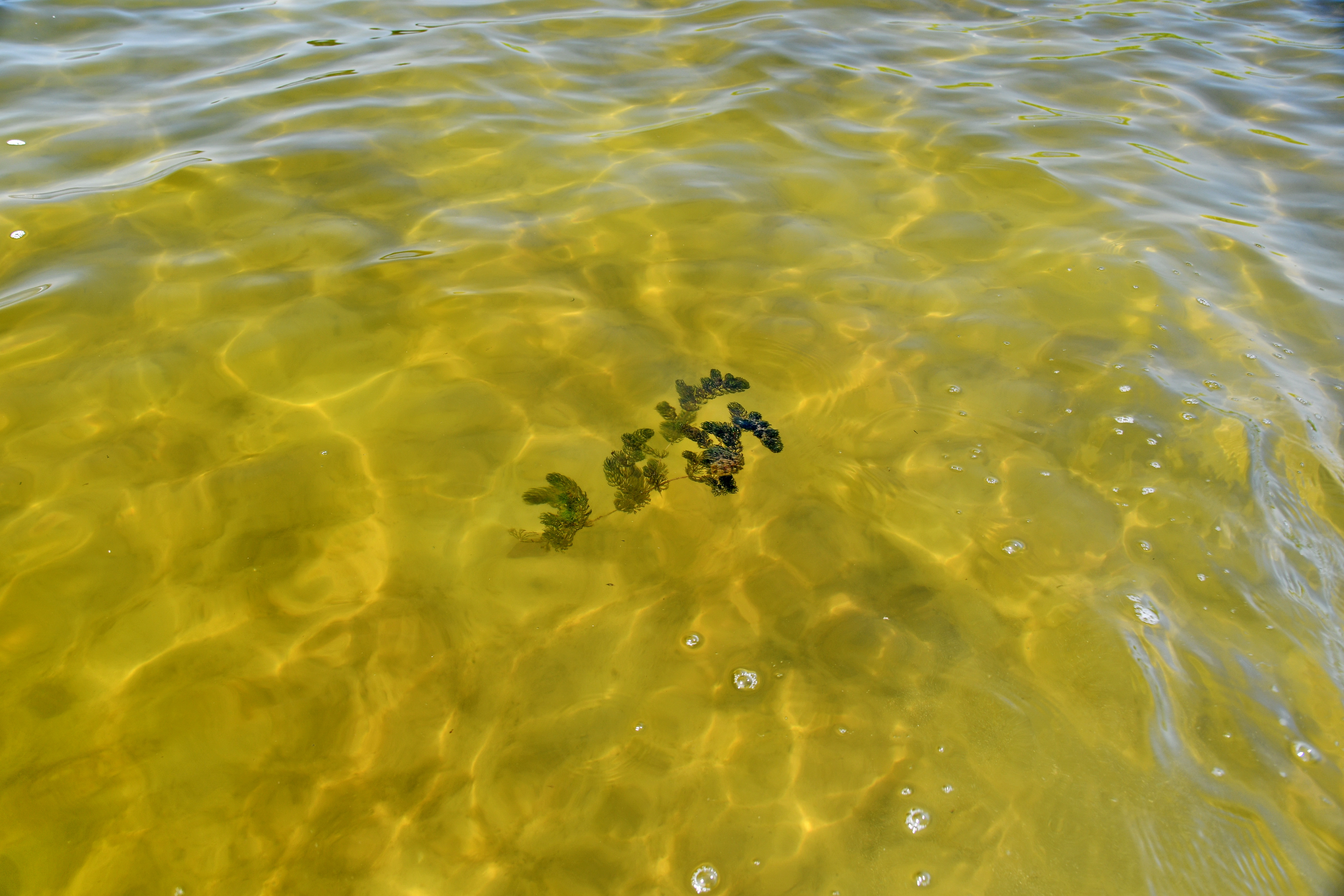
Вода
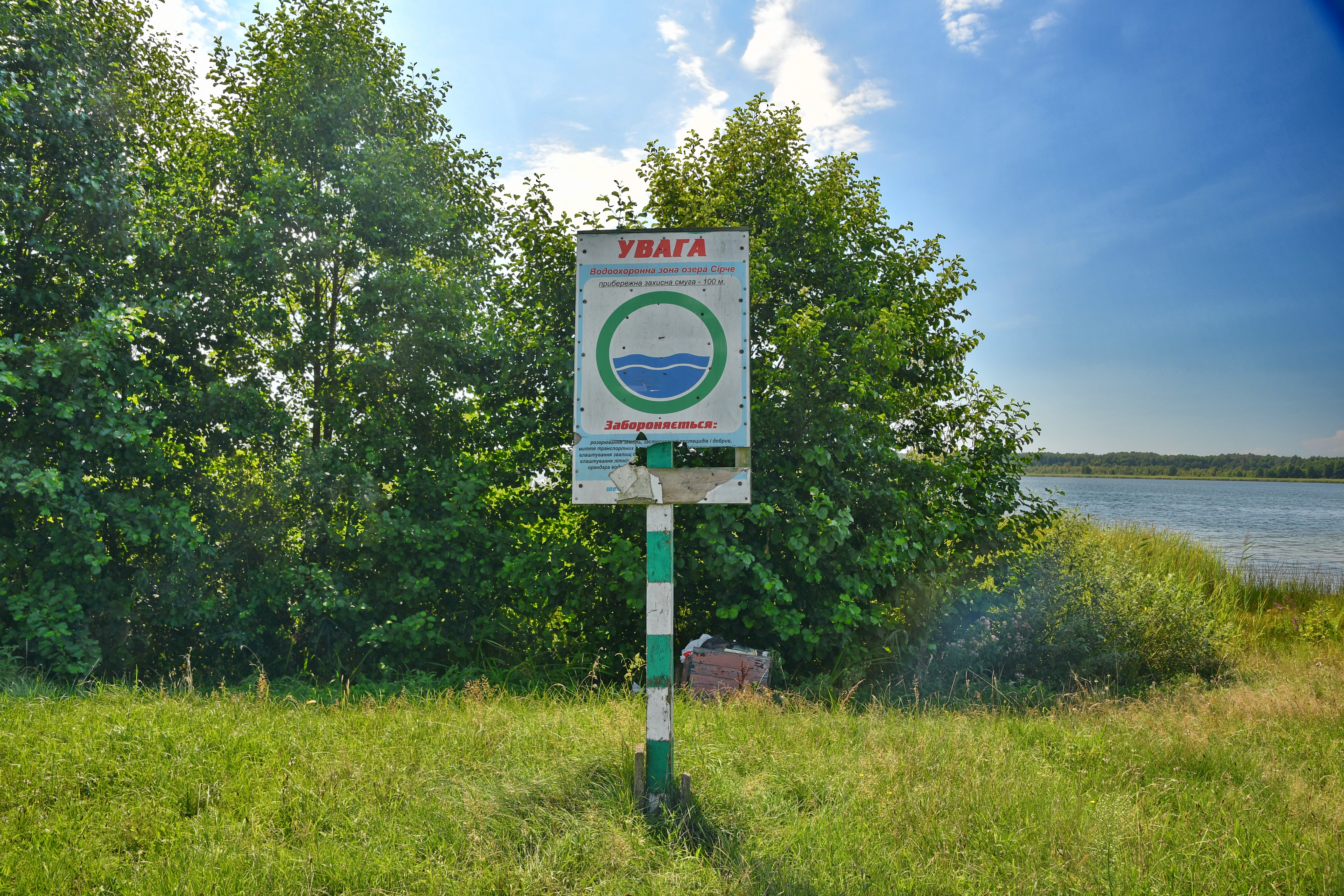
Інформаційна дошка